# Festival Internacional de Cinema de Berlim 1960
A 10ª edição anual do Festival Internacional de Cinema de Berlim foi realizado entre os dias 24 de junho a 5 de julho de 1960. O Urso de Ouro foi concedido ao filme espanhol El Lazarillo de Tormes, dirigido por César Fernández Ardavín.

## Júri
As seguintes pessoas foram anunciados como jurados do festival:
- Harold Lloyd (chefe do júri)
- Georges Auric
- Henry Reed
- Sohrab Modi
- Floris Luigi Ammannati
- Hidemi Ima
- Joaquín de Entrambasaguas
- Frank Wisbar
- Georg Ramseger
- Werner R. Heymann
- Eva Staar

## Filmes em competição
Os seguintes filmes competiram pelo prêmio Urso de Ouro:
| † | Vencedor do prêmio principal de melhor filme em sua seção |
| Título                    | Diretor(es)                                        | País           |
| ------------------------- | -------------------------------------------------- | -------------- |
| À bout de souffle         | Jean-Luc Godard                                    | França         |
| Biyaya ng lupa            | Manuel Silos                                       | Filipinas      |
| Das Glas Wasser           | Helmut Käutner                                     | Alemanha       |
| Doaa al-Karawan           | Henry Barakat                                      | Egito          |
| El Lazarillo de Tormes    | César Fernández Ardavín                            | Espanha        |
| Eroica                    | Mihalis Kakogiannis                                | Grécia         |
| Fin de fiesta             | Leopoldo Torre Nilsson                             | Argentina      |
| Gureumeun heulleogado     | Yu Hyun-mok                                        | Coreia do Sul  |
| Il Mattatore              | Dino Risi                                          | Itália         |
| Inherit the Wind          | Stanley Kramer                                     | Estados Unidos |
| Jokyo                     | Kōzaburō Yoshimura, Kon Ichikawa e Yasuzo Masumura | Japão          |
| Kaks' tavallista Lahtista | Ville Salminen                                     | Finlândia      |
| Kirmes                    | Wolfgang Staudte                                   | Alemanha       |
| Les Jeux de l'amour       | Philippe de Broca                                  | França         |
| My Slave                  | Ubol Yugala                                        | Tailândia      |
| Nai Kiran                 | S. M. Agha                                         | Paquistão      |
| Nianchan                  | Shōhei Imamura                                     | Japão          |
| Pickpocket                | Robert Bresson                                     | França         |
| Puberun                   | Prabhat Mukherjee                                  | Índia          |
| Sotto dieci bandiere      | Duilio Coletti                                     | Itália         |
| Sängkammartjuven          | Göran Gentele                                      | Suécia         |
| The Angry Silence         | Guy Green                                          | Reino Unido    |
| Tro, håb og trolddom      | Erik Balling                                       | Dinamarca      |
| Venner                    | Tancred Ibsen                                      | Noruega        |
| Wild River                | Elia Kazan                                         | Estados Unidos |

## Prêmios
Os seguintes prêmios foram concedidos pelo júri:
- Urso de Ouro: El Lazarillo de Tormes por César Fernández Ardavín
- Urso de Prata de Melhor Diretor: Jean-Luc Godard por À bout de souffle
- Urso de Prata de Melhor Atriz: Juliette Mayniel por Kirmes
- Urso de Prata de Melhor Ator: Fredric March por Inherit the Wind (1960)
- Prêmio Extraordinário do Urso de Prata do Júri: Les Jeux de l'amour por Philippe de Broca
- Prêmio de Filme Juvenil 
  - Melhor Curta-metragem: Nguoi con cua bien ça
  - Melhor Documentário: Jungle Cat por James Algar
  - Melhor Longa Metragem: Inherit the Wind por Stanley Kramer
- Prêmio de Filme Juvenil – Menção Honrosa
  - Melhor Curta-metragem: Ballon vole por Jean Dasque
  - Melhor Documentário: Mandara por René Gardi
  - Melhor Longa Metragem: The Angry Silence por Guy Green
- Prêmio FIPRESCI
  - The Angry Silence por Guy Green
- Prêmio OCIC
  - The Angry Silence por Guy Green
- Prêmio C.I.D.A.L.C.
  - El Lazarillo de Tormes por César Fernández Ardavín